# Conochares rectangula
Conochares rectangula är en fjärilsart som beskrevs av Mcdunnough 1943. Conochares rectangula ingår i släktet Conochares och familjen nattflyn. Inga underarter finns listade i Catalogue of Life.